# Manfred Kaltz
Manfred Kaltz (Ludwigshafen am Rhein, 6 gennaio 1953) è un allenatore di calcio ed ex calciatore tedesco, di ruolo difensore. Con la nazionale tedesca fu vicecampione del mondo nel 1982, vicecampione d'Europa nel 1976 e campione nel 1980.
È primatista di presenze con la maglia dell'Amburgo nelle competizioni UEFA per club (81).

## Caratteristiche tecniche
Impiegato generalmente come terzino destro è anche celebre per il particolare effetto che riusciva a imprimere ai suoi cross, che venivano per questo detti a banana. Abile nel tirare i rigori, ha segnato dal dischetto 53 gol in Bundesliga, record assoluto nella competizione.

## Carriera

### Club
Ha giocato in Bundesliga nell'Amburgo, e 13 volte con un gol nel Mulhouse nel campionato francese, dopo essersi inizialmente unito al Bordeaux, compagine rivale del Mulhouse. È tornato all'Amburgo nella stagione successiva, a causa della retrocessione del Mulhouse nel campionato 1989-1990.
In precedenza, Kaltz era stato costretto a lasciare l'Amburgo, il club nel quale aveva militato come professionista sin dalla stagione 1971-1972, dopo che la conduzione tecnica aveva deciso di non rinnovargli il contratto. Fu in seguito richiamato dalla Francia nel settembre 1990 e gli fu data la possibilità di disputare l'ultimo anno da calciatore nel vecchio club, un'ultima stagione in cui mise a referto 13 presenze in Bundesliga.
Ha giocato 581 partire con l'Amburgo in Bundesliga, secondo di sempre nella storia della lega. Oltre ad avere il record per i gol fatti su rigore, Kaltz detiene anche il primato di autoreti in Bundesliga, ben 6. Con la maglia dell'Amburgo ha vinto 3 campionati tedeschi (1978-1979, 1981-1982 e 1982-1983, 2 Coppe di Germania (1975-1976 e 1986-1987) e, in campo internazionale, la Coppa delle Coppe 1976-1977 e la Coppa dei Campioni 1982-1983.

### Nazionale

Kaltz solleva la Coppa Henri Delaunay dopo la vittoria a Euro 1980

Kaltz ha debuttato con la nazionale tedesca il 3 settembre 1975, nell'amichevole disputata a Vienna contro i padroni di casa. In nazionale ha disputato 69 incontri realizzando 9 reti, vincendo il campionato d'Europa 1980 in Italia e giungendo secondo nel campionato del mondo 1982 in Spagna; in precedenza aveva inoltre partecipato al campionato d'Europa 1976, dove fu finalista, e al campionato del mondo 1978.
È stato inoltre convocato nella Selezione Europea in occasione della gara ufficiale contro la Italia del 25 febbraio 1981 allo Stadio Olimpico di Roma, il 383º incontro disputato dagli azzurri, organizzata per raccogliere fondi in favore delle vittime del terremoto dell'Irpinia del 1980: la gara si concluse con la vittoria per 3-0 degli europei, e Kaltz vi giocò il primo tempo.

## Palmarès

### Club

#### Competizioni nazionali
- Campionato tedesco: 3

Amburgo: 1978-1979, 1981-1982, 1982-1983
- Coppa di Germania: 2

Amburgo: 1975-1976, 1986-1987
- Coppa di Lega tedesca: 1

Amburgo: 1972-1973

#### Competizioni internazionali
- Coppa dei Campioni: 1

Amburgo: 1982-1983
- Coppa delle Coppe: 1

Amburgo: 1976-1977

### Nazionale
- Campionato d'Europa: 1

1980

### Individuale
- Candidato al Dream Team del Pallone d'oro